# واکنش غیرارادی

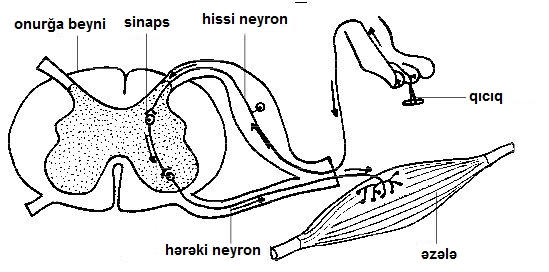
نحوه انجام واکنش غیرارادی در عضله‌ها

بازتاب (به انگلیسی: reflex) فعالیتی است خودکار یا غیرارادی که ازطریق مدارهای عصبی نسبتاً ساده روی دهد، بی‌آنکه لزوماً شعور در آن دخالت داشته باشد. مثال‌های معروف آن بازتاب ضربه روی کشکک، عطسه و رفلکس حلقی هستند.

### نام‌های دگر
- رفلکس
- ریفلکس
- واکنش غیرارادی
- عکس العمل انعکاسی
- پاسخ فطری
- پاسخ خودکار

## انواع رفلکس
در برخی بیماری‌های عصبی رفلکس‌ها تضعیف، تشدید یا نابود می‌شوند، همچنین ارزیابی رفلکس‌ها در تعیین میزان کاهش هوشیاری و عمق کما مفید است. بسته به شدت، رفلکس‌ها از نامحسوس تا حاد بازشناسی می‌شوند.
در انسان ۵ نوع بازتاب داریم:
1. رفلکس‌های کششی یا عضلانی یا رفلکس وتر عمیق: اطلاعاتی در مورد یکپارچگی دستگاه عصبی مرکزی و محیطی ارائه می‌دهند. این اطلاعات را می‌توان با استفاده از الکترومیوگرافی (EMG) تشخیص داد. به‌طور کلی، رفلکس شدید/خفیف نشان دهنده یک مشکل دستگاه عصبی مرکزی/محیطی است. نمونه معروف آن، چکش کشکک زانو است.
2. بازتاب وتری
3. رفلکس‌های اعصاب مغزی (جدول زیر)
4. رفلکس‌های دوران نوزادی مانند رفلکس مورو و رفلکس مکیدن
5. سایر رفلکس‌ها مانند رفلکس گاستروکولیک

| نام                        | عصب حسی | عصب حرکتی     |
| Pupillary light reflex     | II      | III           |
| Accommodation reflex       | II      | III           |
| Jaw jerk reflex            | V       | V             |
| رفلکس قرنیه یا blink رفلکس | V       | VII           |
| Glabellar reflex           | V       | VII           |
| رفلکس دهلیزی-چشمی          | VIII    | III, IV, VI + |
| Gag reflex                 | IX      | X             |